# Уральська печера
Уральська печера (рос. Уральская) — печера в Узбекистані, на гірському хребті Байсунтау, південні відроги Гісарського хребта гірської системи Паміро-Алаю. Печера комплексного (горизонтально-вертикального) типу простягання. Загальна протяжність — 2500 м. Глибина печери становить 565 м. Категорія складності проходження ходів печери — 4Б.